# Meismühle
Die Meismühle war eine Wassermühle mit einem unterschlächtigen Wasserrad.

## Geographie
Die Meismühle hatte ihren Standort zwischen der Buschmühle und der Schrofmühle in der Nähe der früheren Siedlung Balkhoven in der Mittelstadt Wegberg im Kreis Heinsberg. Der Mühle vorgelagert war ein Weiher.

## Gewässer
Die Meismühle lag am Mühlenbach, der in Herrath beginnt und an der Molzmühle in die Schwalm fließt. Der Mühlenbach hat eine Länge von 13.475 m. Der Bachbeginn liegt bei 77 m über NN., die Mündung bei 61 m über NN. Der Mühlenbach bildet zwischen Kipshoven und der Holtmühle die Stadtgrenze zwischen dem Kreis Heinsberg und der Stadt Mönchengladbach.

## Geschichte
Ihren Namen hatte die Meismühle von einem gewissen Bartholomäus, der auf Alt-Niederrheinisch „Bartholomais oder Mevis“ genannt wurde. Es wird aber auch von einem „Peter in der Balkmühlen“ berichtet. „Balkmühle“ bezog sich auf die benachbarte Siedlung „Balkhoven“.
Auch sie war Gegenstand von Nachbarbeschwerden bei den Vogtgedingen 1557/66. Da sie zudem auf engem Raum von nur 780 m mitten zwischen den beiden anderen angegriffenen Mühlen lag, musste sich sein Besitzer in zweifacher Hinsicht und nach zwei Seiten hin wehren.
Das hing – indirekt zumindest – mit den Stauverhältnissen zusammen. Die Mühle war nämlich nicht nur den Bachanliegern, sondern vor allem auch dem Buschmüller lästig, dem am ungehinderten Ablauf des Unterwassers gelegen war. Er hatte dem Meismüller zwei Morgen Land gegen die Zusage geboten, Stau und Mühle zu beseitigen. Dieser hatte das Angebot angenommen, war aber dann verstorben. Weil das Einverständnis indes nur mündlich geschehen war, mussten die Beecker Schöffen über den Vorgang entscheiden. So wurden im Winter des Jahres 1600/01 Zeugen vernommen. Sie bestätigten das Geschäft. Nachdem auch noch erb- und vormundschaftsrechtliche Fragen geklärt waren, hatte das Gericht die Gültigkeit der Abmachung festgestellt.
Die Meismühle wurde abgebrochen. Außer in den Akten hat sie keine Spuren hinterlassen.